# بيغ3
بيغ3 هو دوري كرة السلة 3×3 أسسه الموسيقي آيس كيوب وجيف كواتينتز، يتكون الدوري من 12 فريقًا تشمل قوائمهم لاعبين سابقين في إن بي إيه ولاعبين دوليين. تحتوي القواعد المطبقة في بيغ3 على انحرافات كبيرة عن القواعد الرسمية لكرة السلة 3×3 كما تديرها الاتحاد الدولي لكرة السلة.تأسس الدوري في 11 يناير 2017.